# Берека (река)
Бере́ка (укр. Берека) — река в Харьковской области Украины, правый приток реки Северский Донец.
Высота устья — 64 м над уровнем моря.
На правом берегу реки Береки (место впадения канала «Днепр-Донбасс» в Северский Донец) в устье балки Долгий Яр (между селом Большая Камышеваха и хутором Малая Гаражовка расположено местонахождение различных по возрасту флор верхнего триаса — поздненорийской (протопивская свита) и рэтской (новорайская свита).

## Описание

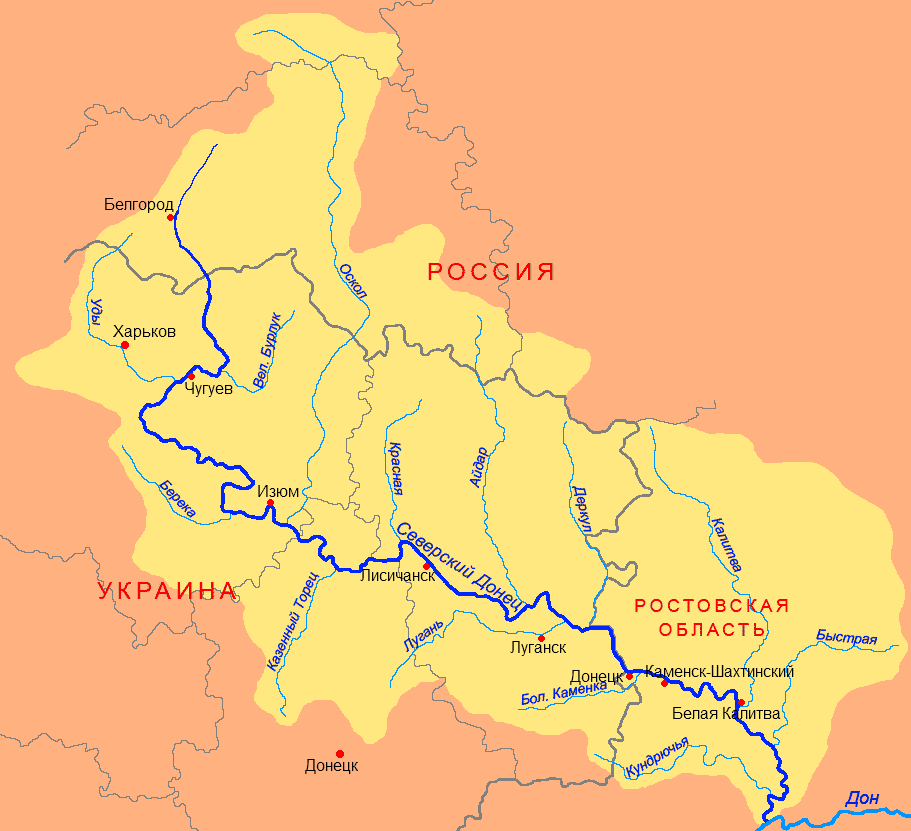
Бассейн Северского Донца

Длина реки составляет 102 км, площадь водосборного бассейна — 2680 км². Исток реки расположен у села Берека Первомайского района Харьковской области..
Расход воды в 12 км от устья составляет 2,44 м³/сек. Река Берека впадает в Северский Донец в 634 км от его устья. Наклон реки 0,78 м/км.
С 1982 года последние километры реки используются каналом Днепр — Донбасс, который соединяет Днепр и Северский Донец.
Основные притоки: Кисель, Лозовенька — левые, Бритай и Великая Камышеваха — правые.

## Течение
Объекты на реке Берека (от истока к устью)
| Страна       | Область     | Расст. от устья, км | Расст. от истока, км | Название              | Тип                 | Примечание                                         |
| ------------ | ----------- | ------------------- | -------------------- | --------------------- | ------------------- | -------------------------------------------------- |
| Флаг Украины | Харьковская | 102                 | 0                    |                       | исток               | Первомайский район Харьковской области             |
| Флаг Украины | Харьковская | 69                  | 33                   | Кисе́ль                | левый приток        | длина 18 км, бассейн 209 км²                       |
| Флаг Украины | Харьковская | 53                  | 49                   | Лозове́нька            | левый приток        | длина 16 км, бассейн 83 км²                        |
| Флаг Украины | Харьковская | 23                  | 79                   | Брита́й                | правый приток       | длина 87 км, бассейн 1200 км²                      |
| Флаг Украины | Харьковская | 12                  | 90                   | Канал Днепр — Донбасс | искусственный канал | ← среднегод. расход 2,24 м³/сек (без учёта канала) |
| Флаг Украины | Харьковская | 0                   | 102                  |                       | устье               | в 634 км от устья р. Северский Донец               |